# 山陽丸 (特設水上機母艦)
山陽丸（さんようまる）は、大阪商船（現・商船三井）の畿内丸型貨物船の三番船。太平洋戦争では日本海軍に徴傭されて特設水上機母艦、特設運送船として運用された。

## 船歴
「山陽丸」は三菱重工業長崎造船所で建造され、1930年（昭和5年）10月31日に竣工後、翌11月に処女航海を行いニューヨーク航路に就航する。航路の主要搭載品は生糸であったが、冷凍マグロを搭載する事もあった。後にはヨーロッパ航路にも配船され、第二次世界大戦勃発後も引き続き就航するが、イギリスによる拿捕の危機をはらみつつドイツからの貨物を搭載して日本に帰国する事もあった。1941年（昭和16年）5月2日に神戸を出港した航海が最後の商業航海であり、帰国後の8月6日に日本海軍に徴傭され横須賀鎮守府籍となる。8月15日に特設水上機母艦として入籍後、艤装工事を受けた。9月30日、第十二航空戦隊に編入。11月22日に第十二航空戦隊は佐世保を出港し、11月27日に三亞に到着。
太平洋戦争緒戦では第十二航空戦隊の「山陽丸」、「神川丸」と第九根拠地隊の「相良丸」で馬来部隊の第二航空部隊を編成し、マレー半島への上陸作戦に参加した。その任務は船団の護衛、泊地の警戒および陸戦の支援であった。「山陽丸」はリエム湾へ進出し、その水上機は船団の護衛や索敵に従事した。12月9日、「山陽丸」はプロコンドル島へ向かった。マレー沖海戦のあった12月10日、カムラン湾から「山陽丸」と「神川丸」の水上機が索敵を行い、プロコンドル島に到着した「山陽丸」もその搭載機を索敵に向かわせていたが、これらはイギリス艦隊は発見できなかった。
1942年（昭和17年）に入ってからは「神川丸」とともに蘭印作戦に転じ、1月はタラカン島およびバリクパパン攻略戦の支援にあたる。2月にはジャワ島西部に上陸する第十六軍（今村均中将）主力の援護を務め、3月下旬にはメルギーを拠点として水上機基地設営、マラッカ海峡警戒およびアンダマン諸島攻略作戦の援護を行った。5月、小スンダ列島戡定作戦に参加。7月下旬のタニンバル諸島平定戦に協力した後、「山陽丸」はガダルカナル島の戦いが始まったのをきっかけにソロモン諸島方面へと転戦する。
「山陽丸」はショートランドに到着の後、ガダルカナル島方面の航空作戦の支援を行うが、11月21日未明にトラック諸島へ向けてショートランドを出港した直後、アメリカ潜水艦スティングレイ (USS Stingray, SS-186) に発見された。スティングレイは魚雷を4本発射し、3本は回避したものの残る1本が船体後部に命中して航行不能となる。「山陽丸」は駆逐艦「高波、天霧」、特設水上機母艦「讃岐丸」（日本郵船、9,246トン）などの支援を受けてショートランドに引き返し、応急修理が開始された。しかし、度重なる空襲の影響で避泊地をしばしば変更し、12月21日には爆撃によって船体後部構造物に被弾し損傷する。1943年（昭和18年）1月9日、「山陽丸」は特務艦「鶴見」に曳航されてショートランドを出港し、1月17日にトラックに到着。工作艦「明石」による修理を受けた後、特設給兵船「興業丸」（岡田商船、6,353トン）に曳航されて呉に帰投。本格的な修理に入る。その後、10月1日付で特設運送船（雑用甲）に類別変更された。
特設運送船となった「山陽丸」は、トラックおよびマリアナ諸島方面への輸送任務に就く。1944年（昭和19年）3月20日、東松三号特船団に加わって館山を出港し、3月28日にトラックに到着。4月に入り、「山陽丸」はサイパン島、メレヨン島への輸送を行う。この間の護衛は駆逐艦「雷」が務めたが、「雷」は4月13日午後にアメリカ潜水艦「ハーダー」 (USS Harder, SS-257) の雷撃により沈没した。サイパン島経由で4月26日に横浜に帰投後、5月13日、「山陽丸」はヒ63船団に加入して門司を出港。5月18日にマニラに到着後にヒ63船団と分離し、軍需品を搭載してハルマヘラ島へ向かう。セブに寄港の後、ハルマヘラ島カウ湾に向けて航行中の5月26日16時25分、北緯02度46分 東経124度21分 / 北緯2.767度 東経124.350度のマナド北方海域でアメリカ潜水艦カブリラ (USS Cabrilla, SS-288) の魚雷攻撃を受けた。カブリラは魚雷を6本発射し、うち2本が4番船倉と6番船倉（右舷艦尾・機関部とも）付近に命中、航行不能となった。「山陽丸」は船尾から徐々に沈みはじめ、下士官兵達は酒保からサイダーや菓子を持ちだして最後の宴会を開いたという。その頃になって応急処置命令が出されるが既に右舷へ45度傾斜しており、手遅れであったという。「山陽丸」は19時40分に沈没した。7月10日に除籍および解傭された。

## 艦長等
艦長
- 藤沢孝政 大佐：1941年8月15日[43] - 1942年6月16日
- 市來政章 大佐：1942年6月16日[44] - 1943年8月5日
- （兼）毛利良 大佐：1943年8月5日 - 12月15日[45]

指揮官
- （兼）毛利良 大佐：1943年12月15日[45] -

## 姉妹船
畿内丸型貨物船
- 畿内丸
- 東海丸
- 北陸丸
- 南海丸
- 北海丸
- 関東丸（準姉妹船・岸本汽船）[46]
- 関西丸（準姉妹船・岸本汽船）[46]